# Legendele Muntelui Shasta

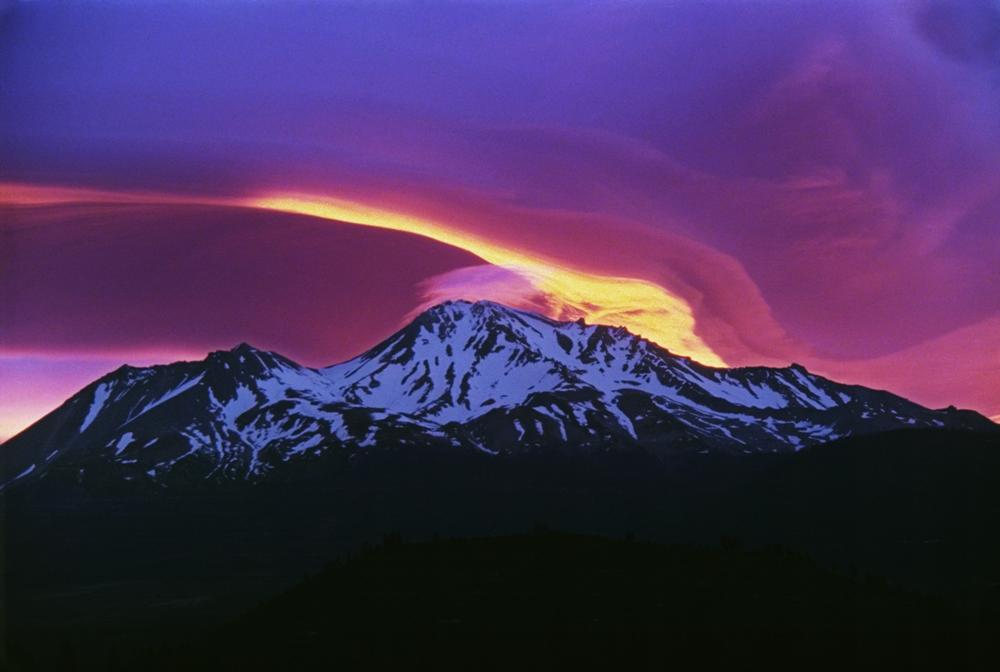
Răsărit de soare pe Muntele Shasta

Muntele Shasta din California a fost subiectul unui număr neobișnuit de mare de mituri și legende. În special, se spune adesea că ascunde un oraș secret subteran. În unele relatări, orașul nu mai este locuit, în timp ce în altele, este locuit de o societate avansată tehnologic de ființe umane sau creaturi mitice.

## Legendenative americane
Potrivit triburilor indigene locale, și anume poporul Klamath, Muntele Shasta este locuit de șeful spiritelor Skell, care a coborât din cer pe vârful muntelui. Skell s-a luptat cu spiritul lumii de sub pământ, Llao⁠(d), care locuia pe Muntele Mazama, aruncând pietre fierbinți și lavă, reprezentând probabil erupțiile vulcanice ale ambilor munți. Scriitorul Joaquin Miller⁠(d) a cules diverse legende asemănătoare în anii 1870.

## Lemuria
Muntele Shasta a fost, de asemenea, un punct de interes pentru legendele non-native americane, centrate pe un oraș ascuns (numit Telos) construit (locuit) de ființe avansate de pe continentul pierdut Lemuria. Legenda a luat naștere dintr-o mențiune spontană a Lemuriei în anii 1880.
În 1899, Frederick Spencer Oliver a publicat A Dweller on Two Planets, care susținea că supraviețuitorii de pe un continent scufundat numit Lemuria trăiau în sau pe Muntele Shasta. Lemurienii lui Oliver trăiau într-un complex de tuneluri sub munte și uneori erau văzuți mergând pe suprafață îmbrăcați în robe albe.
În 1931, Harvey Spencer Lewis, sub pseudonimul Wishar S[penle] Cerve, a scris o carte publicată de Anticul și Mistic Ordin al Roza-Crucii (AMORC) despre lemurienii ascunși de pe Muntele Shasta, despre care o bibliografie despre Muntele Shasta a descris-o drept „responsabilă pentru popularitatea larg răspândită a legendei”. Această credință a fost inclusă în numeroase religii oculte, inclusiv  "I AM" Activity⁠(d), The Summit Lighthouse⁠(d), Church Universal and Triumphant⁠(d), Love Has Won⁠(d) și Kryon⁠(d).

## Contele de St. Germain
Potrivit lui Guy Ballard⁠(d), în timp ce făcea drumeții pe Muntele Shasta, el a întâlnit un bărbat care s-a prezentat drept Conte de St. Germain, despre care se spune că l-a inițiat pe Ballard pe calea descoperirii învățăturilor care aveau să devină mișcarea religioasă "I AM" Activity.

## J. C. Brown
Potrivit unei legende, J. C. Brown a fost un prospector britanic care a descoperit un oraș subteran pierdut sub Muntele Shasta în 1904. Brown a fost angajat de Compania Minieră Lord Cowdray din Anglia pentru a căuta aur și a descoperit o peșteră de 18 km. În peșteră, el a găsit un sat subteran plin cu aur, scuturi și mumii, unele având până la 3 metri înălțime.
El i-a spus povestea 30 de ani mai târziu lui John C. Root, care a început să formeze o echipă de explorare în Stockton, California. Aproximativ 80 de oameni s-au alăturat echipei, dar, în ziua în care echipa urma să plece, Brown nu s-a prezentat. După aceea, despre Brown nu se mai știe nimic.